# 박현진 (음악가)
박현진(2005년 5월 24일 ~ )은 대한민국의 남자 가수이자 래퍼이다. 2016년 《K팝스타 6》에 참가하였으며, 김종섭과 함께 보이프렌드라는 이름으로 듀오를 결성하여 우승하였다.
《K팝스타 6》에 나오기 전에 《영재발굴단》에도 출연했다.
방송 이후 YG엔터테인먼트와 계약을 체결하였으나 2017년 스타쉽엔터테인먼트로 이적하였다.
2018년 조우찬, 에이칠로와 함께 OG school project로 활동을 시작하였다.
2021년 《고등랩퍼4》 에참가했다.

## 출연 작품

### 텔레비전 프로그램
- 《영재발굴단》 (2015, 2017) - 36회, 100회, 105회, 106회
- 《K팝스타 6 더 라스트 찬스》 (2016-2017) - 참가자/우승자
- 《본격연예 한밤》(2017. 3.21,4.4,4.18) - 게스트
- 《인기가요》(2017.4.30) - 출연
- 《판타스틱 듀오2》(2017.5.28,6.4) - 패널
- 《고등래퍼 4》(2021.2.19-4.23) - 1회~10회，최종4위

### 라디오 프로그램
- 《2시 탈출 컬투쇼》(2017.4.25) - 라디오 게스트
- 《박소현의 러브게임》(2017.5.1) - 라디오 게스트
- 《김창렬의 올드스쿨》(2017.5.3) - 라디오 게스트
- 《붐붐파워》(2017.5.5) - 라디오 게스트

### 콘서트 및 공연
- 《롯데:LG 야구 시구》(2017.5.21) - 시구&클리닝타임공연
- 《Live Concert 'K-pop Star&Friends》(2017.6.17~18) 출연

### CF.광고
- 《파리바게트 'ㅍㅋㅅㄷ' 광고》(2017.5.26)

### 인터뷰
- 《에듀동아》(2017.4.19)

### 음원
- 《OGZ》(2018.1.5)
- 《BUCKET LIST》(2018.9.16)